# Замок Шереметева
За́мок Шереме́тева — дворцово-парковый ансамбль в посёлке Юрино Республики Марий Эл, на берегу Волги. Государственное бюджетное учреждение культуры Республики Марий Эл. Является памятником архитектуры регионального значения.

## История
История замка началась в 1812 году, когда село Юрино купил богатейший помещик Нижегородской губернии, Василий Сергеевич Шереметев, внучатый племянник графа Шереметева, фельдмаршала Петра I. С этого времени началось строительство нового поместья, которое продолжилось при Сергее Васильевиче Шереметеве. Однако основными строителями замка были Василий Петрович Шереметев, его жена Ольга Дмитриевна Шереметева (Скобелева) и их сын Пётр Васильевич Шереметев. Строительство замка началось в 1874 году и завершилось в 1915 году, за год до смерти Петра Васильевича.
Замок был частично построен к 1880 году по проекту немецкого архитектора Р. Мюллера в стиле поздней неоготики. В разработке проекта участвовали также архитекторы А. Штерн, А. Парланд, А. Корш. В 1890-е годы над зданием работал архитектор С. К. Родионов. С 1905 по 1914 год над проектом замка работал архитектор П. П. Малиновский.
Владельцами замка были Василий Петрович и Ольга Дмитриевна Шереметевы. О. Д. Шереметева приходилась сестрой знаменитому генералу М. Д. Скобелеву, который неоднократно бывал у них в гостях. Сами владельцы собрали в замке большую коллекцию старинного огнестрельного и холодного оружия, в том числе и принадлежавшие Скобелеву личные вещи. В 1916 году после смерти их сына, к тому времени владевшего замком, наследники уехали из Юрина.
В замке множество комнат: «Картинная галерея», «Восточный кабинет», «Дубовая комната», «Скобелевский зал». Кроме дворца, сохранились каменная ограда и служебные корпуса, партерный и пейзажный парки с прудами. Общая площадь усадьбы с парком — более 60 гектаров.
После революции в замке располагались: санаторий, дом отдыха. В годы Великой Отечественной войны в замке размещался госпиталь и эвакуированные из Москвы родственники руководящих работников.
В замке бывал Владимир Галактионович Короленко, который описал его достопримечательности, посещал замок художник Иван Константинович Айвазовский.

## Современность
В 1990-е годы внутренние помещения замка находились в плачевном состоянии. Посетителей встречали облупленные стены совершенно пустых комнат, что производило удручающее впечатление на немногочисленных туристов. В настоящее время замок реставрируется, часть здания используется под гостиничный комплекс. Ежегодно проводятся «Скобелевские чтения» в честь прославленного полководца русской армии.
После начала реставрации посещаемость замка составляет около 20 тысяч туристов в год. В августе 2022 года замок посетил 30-тысячный турист с начала 2022 года.

## Галерея
- Вид замка и берега Волги
- Северный фасад замка
- Парадная лестница
- Скобелевский зал
- Картинная галерея
- Восточный кабинет в мавританском стиле (не отреставрирован)
- Каминный зал
- Фрагмент южного фасада
- Каменная стена вокруг дворца. 1909-1913 гг. Стереопара

## Транспортная доступность
Замок Шереметева находится по автотрассам в 180 км от Чебоксар (включая паром через Волгу), 198 км от Йошкар-Олы, 240 км от Нижнего Новгорода; с последними двумя городами связан маршрутными такси. В тёплый сезон по выходным курсирует туристический теплоход по Волге из Чебоксар — расстояние по реке 80 км.
С июня 2022 года из Нижнего Новгорода в Юрино были запущены суда на подводных крыльях «Валдай 45Р».